# Arapaoa Island
Arapaoa Island, vor August 2014 Arapawa Island genannt, ist eine Insel in den Marlborough Sounds, am Nordostende der Südinsel von Neuseeland und dem Marlborough District zugehörig.

## Geographie
Arapaoa Island befindet sich zwischen dem Queen Charlotte Sound im Westen bis Nordnordwesten, dem Tory Channel / Kura Te Au im Süden und der Cook Strait im Norden bis Südosten. Die Insel besitzt eine Längenausdehnung von rund 35 km und erstreckt sich über rund 25 km in Südwest-Nordost-Richtung. An der breitesten Stelle der länglichen Insel misst das Bergland eine Breite von rund 5,7 km. Die rund 75 km² große Insel erhebt sich in ihrem südwestlichsten Teil über 559 m mit weiteren Höhen von 485 m, des Arapawa rund 7,1 km westlich und 387 m, des Kaitapeha rund 2,5 km von der südwestlichen Spitze der Insel entfernt. Der nördliche, in einem Linksbogen verlaufenden Ausläufer der Insel findet seinen höchsten Punkt bei 436 m.
Die größten Nachbarinsel von Arapaoa Island sind die nordwestlich liegenden Blumine Island, Matapara / Pickersgill Island und Long Island.

## Geschichte
Von einer Erhebung von Arapaoa Island aus, Cooks Lookout (383 m), soll James Cook im Jahr 1770 erstmals die später nach ihm Cook Strait benannte Passage zwischen dem Pazifischen Ozean und der Tasmansee gesehen haben. Diese Entdeckung widerlegte die zu dieser Zeit von Geographen noch vermutete Existenz eines großen „Südkontinents“.
Von den späten 1820er Jahren bis in die Mitte der 1960er Jahre war die Insel ein Stützpunkt für den Walfang in den Marlborough Sounds. Perano Head an der Ostküste der Insel war die wichtigste Walfangstation des Gebietes. Die von der Familie Perano erbauten Gebäude dienen heute als Touristenunterkunft.
Arapaoa Island ist für seine endemische Schweine-, Schaf- und Ziegenrassen bekannt. Die Herkunft dieser Rassen ist unbekannt. Es gibt Hinweise darauf, dass es sich um Rassen handeln könnte, die von frühen Walfängern, Kapitän Cook oder andere Entdecker eingeführt wurden, heute aber in England ausgestorben sind.

## Bevölkerung
Auf der Insel leben in etwa 50 Personen.

## Fährverkehr
Der Tory Channel / Kura Te Au und der westliche Teil des Queen Charlotte Sound stellt für den Fährverkehr zwischen Picton auf der Südinsel und Wellington auf der Nordinsel eine wichtige Schifffahrtsstraße dar.

## Tragödie
Eine Hochspannungsleitung zwischen der Insel und dem Festland über den Tory Channel war 1985 Ort eines Flugzeugabsturzes. Die Leitung wurde von einer Metro III der Fluglinie Air Albatross getroffen, die daraufhin abstürzte. Trotz sofortiger Rettungsbemühungen durch die in der Cook Strait operierenden Fähre gab es nur eine Überlebende, Cindy Mosey. Diese war mit ihrer Familie auf dem Weg zu einem Gymnastikwettkampf. Die Fluggesellschaft musste im Dezember 1985 infolge des wegen des Unfalles zurückgehenden Passagieraufkommens Konkurs anmelden.